# Nuijamaa
Nuijamaa är en före detta egen kommun och numera en tätort  inom Villmanstrands stad i landskapet Södra Karelen  i Finland. Nuijamaa existerade som en självständig kommun från och med 1903 (alternativt: 1906) till 1 januari 1989, då den inkorporerades med Villmanstrands stad. Folkmängden i nuvarande Nuijamaa tätort uppgick den 31 december 2014 till 240 invånare, och landarealen utgjordes av 1,04 km².
Före detta Nuijamaa kommuns språkliga status var enspråkig finsk, och den var även en gränskommun mot Sovjetunionen. 

## Historik
Fredsavtalet som undertecknades i Paris 1947 stipulerade bland annat att Nuijamaa kommun skulle avträda ungefär halva sitt område till Sovjetunionen.
Innan Nuijamaa upphörde som en egen kommun var den internationella gränsövergången, Nuijamaa gränsövergång, belägen inom kommunen. Gränsövergången mellan Finland och dåvarande Sovjetunionen öppnades 1975. Gränsstationen låg fram till 1987 mitt i samhället, då den flyttades till Saima kanals västra strand där den har sedermera utvidgats i etapper. I samband med kommunsammanslagningen överflyttades Nuijamaa gränsövergångsställe till Villmanstrands stad.

## Sevärdheter
- Nuijamaa hembygdsmuseum.